# Tim Kaine
Timothy Michael "Tim" Kaine (sinh ngày 26 tháng 2 năm 1958) là một luật sư và chính trị gia người Mỹ hiện đang làm Thượng nghị sĩ Hoa Kỳ ở Virginia. Là một thành viên của Đảng Dân chủ, Kaine đã được bầu vào Thượng viện năm 2012 và là ứng cử viên chưa chính thức của Đảng Dân chủ cho chức vụ Phó Tổng thống Hoa Kỳ trong cuộc bầu cử năm 2016.
Ông sinh ra ở Saint Paul, Minnesota, Kaine lớn lên ở Missouri và thi đậu bằng luật của Trường Luật Harvard trước khi bước bắt đầu giảng dạy thực tập và trở thành một giảng viên tại Đại học Trường Luật Richmond. Lần đầu tiên ông được bầu vào chức vụ công vào năm 1994, khi ông đã giành được một vị trí trong Hội đồng thành phố Richmond, Virginia. Sau đó, ông được bầu làm thị trưởng thành phố Richmond vào năm 1998, làm việc trong vị trí đó cho đến khi được bầu làm Phó Thống đốc Virginia vào năm 2001. Kaine được bầu làm Thống đốc Virginia vào năm 2005, phục vụ từ năm 2006 đến năm 2010. Ông từng là Chủ tịch của Ủy ban Quốc gia Đảng Dân chủ từ năm 2009 đến năm 2011.
Ngày 22 tháng 7 năm 2016, bà Hillary Clinton tuyên bố rằng bà đã chọn Kaine làm ứng cử viên Phó Tổng thống liên danh trong cuộc bầu cử tổng thống năm 2016. Ông đã chính thức được đề cử Phó Tổng thống vào ngày 26 tháng 7 năm 2016.

## Chiến dịch tranh cử Phó Tổng thống 2016

Logo Clinton/Kaine

Kaine ủng hộ chiến dịch tranh cử Tổng thống của Hillary Clinton vào năm 2016, và đã vận động tích cực cho Clinton trong bảy tiểu bang trong cuộc bầu cử sơ bộ. Ông là một trong những người có khả năng cao trở thành ứng cử viên liên danh với Clinton, qua một số bài báo tường thuật cho thấy rằng ông đã đứng đầu hoặc gần đầu danh sách những người được xem xét của bà Clinton, cùng với các nhân vật như Elizabeth Warren và Julian Castro.
Ngày 22 tháng 7 năm 2016, ông đã được bà Clinton chọn để cùng chạy đua cho cuộc bầu cử. Kaine đã được Clinton chính thức giới thiệu như vậy khi cùng xuất hiện tại một cuộc vận động tranh cử tại Đại học Quốc tế Florida ở Miami vào ngày hôm sau. Báo New York Times trước đây đã thông tin rằng chồng của bà Clinton, cựu Tổng thống Bill Clinton, đã ủng hộ sự lựa chọn Kaine của vợ mình để tranh cử chức phó tổng thống, ghi nhận sơ yếu lý lịch an ninh nội địa và quốc gia của ông.
Ben Jealous, cựu chủ tịch NAACP, tổ chức vận động cho người thiểu số, cho rằng việc chọn ông Kaine sẽ giúp bà Clinton thu hút được phiếu của cử tri người Mỹ gốc Phi Châu và người Hispanic, nhờ ông từng là lãnh đạo của tổ chức dân quyền, thị trưởng của một thành phố của người da đen, kể cả khả năng nói được tiếng Tây Ban Nha của ông.
Kaine là người của bang Virginia đầu tiên kể từ khi Tổng thống Woodrow Wilson có tên trong vé tranh cử Tổng thống của một chính đảng lớn, và là người Virginia đầu tiên là ứng cử viên ghế Phó Tổng thống trên vé một đảng lớn kể từ John Tyler năm 1840.